# HAT-P-36
HAT-P-36 eller Tuiren är en ensam stjärna i mellersta delen av stjärnbilden Jakthundarna. Den har en skenbar magnitud av ca 12,15 och kräver teleskop för att kunna observeras. Baserat på parallaxmätningar inom Hipparcosuppdraget som gav ca 3,2 mas, beräknas den befinna sig på ett avstånd på ca 1 034 ljusår (ca 317 parsek) från solen. Den rör sig närmare solen med en heliocentrisk radialhastighet på ca -16 km/s.

## Nomenklatur

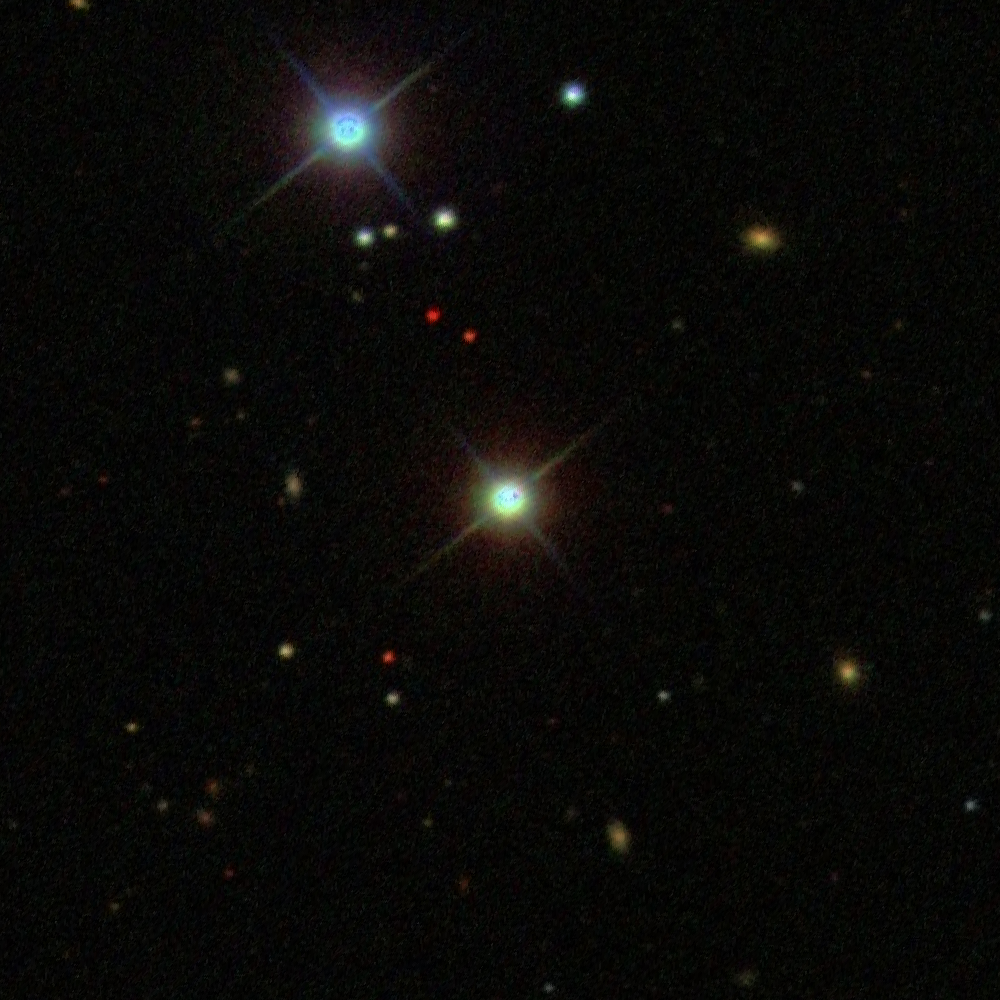
Tuiren (mitten) som visas i Sloan Digital Sky Survey. Den ljusstarka stjärnan uppe till vänster är TYC 3020-2195-1, en huvudseriestjärna av A-typ cirka 3 156 ljusår bort.

HAT-P-36 har på förslag av John Murphy, en lärare vid Regina Mundi College, Cork, Irland, fått namnet Tuiren. Namnet valdes 2019 i NameExoWorlds-kampanjen under IAU:s 100-årsjubileum. Stjärnans planetariska följeslagare, HAT-P-36b, fick namnet Bran Namnen kommer från karaktärer i The Birth of Bran, en berättelse i boken Irish Fairy Tales av James Stephens. Tuiren var moster till den mytomspunne hjälten Fionn mac Cumhaill och förvandlades till en hund av älven Uchtdealbh efter att Tuiren gift sig med sin man. Bran och Sceólan var de två valparna som Tuiren fick när hon var hund. De var kusiner till Fionn mac Cumhaill.

## Egenskaper
HAT-P-36 är en gul till vit stjärna i huvudserien av spektraltyp G. Den har en massa som är omkring en solmassa, en radie som är ca 1,1 solradie och har en effektiv temperatur av ca 5 600 K. 

## Planetsystem
Exoplaneten HAT-P-36 b (Bran) upptäcktes 2012 av HAT Net Project med hjälp av transitmetoden. En sökning 2021 efter variation i transittider resulterade inte i upptäckt av ytterligare planeter i kring stjärnan. Överraskande nog upptäcktes en ökning av planetens omloppsperiod med 0,014 sekunder per år. HAT-P-36 b har en massa av ungefär 1,8 Jupitermassa och en radie 1,2 gånger större än Jupiters.
| Planet | Massa              | Halv storaxel (AE) | Siderisk omloppstid (d) | Excentricitet | Inklination | Radie            |
| ------ | ------------------ | ------------------ | ----------------------- | ------------- | ----------- | ---------------- |
| b      | ≥ 1,832 ± 0,099 MJ | 0,0238 ± 0,0004    | 1,327347 ± 0,000003     | 0,063 ± 0,032 | 86 ± 1,3°   | 1,264 ± 0,071 RJ |